# Luis Fabio Gomes
Luis Fabio Gomes (* 11. listopadu 1975 Londrina) je bývalý brazilský fotbalový útočník.

## Hráčská kariéra
Před odchodem do Evropy hrál za brazilský klub Londrina EC. Jeho prvním evropským angažmá byl bratislavský Slovan, se kterým dobyl jeden mistrovský titul (1995/96). Po dvou letech ve Slovanu se přesunul do Spartaku Trnava, v jehož dresu během tří sezon vyhrál slovenský pohár (1997/98), slovenský superpohár (1998) a zaznamenal 22 prvoligových branek v 64 startech ve slovenské lize. Na podzim 2000 nastupoval za Drnovice a na jaře 2001 hostoval v Ružomberku. Poté se vrátil zpět do Drnovic, odkud jej na jaře 2002 vykoupila Příbram. V Příbrami působil i v sezoně 2002/03, po níž přestoupil do Tescomy Zlín. Po skončení podzimu 2004 si hledal angažmá v Ázerbájdžánu, do utkání tamější ligy ovšem nezasáhl. Před začátkem sezony 2005/06 posílil Artmedii Bratislava (úřadující mistr ligy), vyhrál s ní slovenský superpohár a byl u postupu tohoto klubu do Ligy mistrů.

### Evropské poháry
V evropských pohárech zasáhl do 25 zápasů, v nichž dal pět branek.
- Pohár UEFA 1995/96 – 3 starty/1 gól, ŠK Slovan Bratislava
- Pohár UEFA 1996/97 – 4/0, ŠK Slovan Bratislava
- PVP 1998/99 – 4/1, FC Spartak Trnava
- Pohár UEFA 1999/00 – 4/0, FC Spartak Trnava
- Pohár UEFA 2000/01 – 4/1, FK Drnovice
- Pohár Intertoto 2004 – 3/2, FC Tescoma Zlín
- Liga mistrů UEFA 2005/06 – kvalifikace 2/0 + skupinová fáze 1/0, FC Artmedia Bratislava

### Prvoligová bilance
| Ročník          | Zápasy | Góly | Minuty | Klub                   |
| --------------- | ------ | ---- | ------ | ---------------------- |
| I. liga 1995/96 | 24     | 10   | –      | ŠK Slovan Bratislava   |
| I. liga 1996/97 | –      | 6    | –      | ŠK Slovan Bratislava   |
| I. liga 1997/98 | –      | 3    | –      | FC Spartak Trnava      |
| I. liga 1998/99 | –      | 9    | –      | FC Spartak Trnava      |
| I. liga 1999/00 | –      | 10   | –      | FC Spartak Trnava      |
| I. liga 2000/01 | 15     | 0    | 757    | FK Drnovice            |
| I. liga 2000/01 | –      | 4    | –      | MFK Ružomberok         |
| I. liga 2001/02 | 23     | 8    | 1 922  | FK Drnovice            |
| I. liga 2001/02 | 6      | 0    | 501    | FC Marila Příbram      |
| I. liga 2002/03 | 25     | 3    | 1 443  | FK Marila Příbram      |
| I. liga 2003/04 | 18     | 3    | 1 337  | FC Tescoma Zlín        |
| I. liga 2004/05 | 3      | 0    | 79     | FC Tescoma Zlín        |
| I. liga 2005/06 | 5      | 0    | 50     | FC Artmedia Bratislava |
| CELKEM I. LIGA  | 90     | 14   | 6 039  |                        |
| CELKEM I. LIGA  | –      | 42   | –      |                        |

### Nižší soutěže
Od konce ledna 2007 byl hráčem menšího vídeňského klubu FC Hellas Kagran. Podzim 2007 strávil v FC Pálava Mikulov, v jehož dresu dal osm gólů v Přeboru Jihomoravského kraje. Po zbytek sezony 2007/08 nastupoval za slovenský klub TJ Oponice. V ročníku 2008/09 působil v rakouském SC Kirchberg an der Pielach (8. liga, 22 starty/29 branek). V srpnu 2009 se vrátil do Oponic, odkud od září do konce roku hostoval v TJ Baník Brodské.